# Denise Guénard
Denise Rose Raymonde Guénard z domu Laborie (ur. 13 stycznia 1934 w Saint-Maurice, zm. 23 maja 2017 w Le Kremlin-Bicêtre) – francuska lekkoatletka, wicemistrzyni Europy z 1962, trzykrotna olimpijka.
Była wszechstronną lekkoatletką. Wystąpiła na igrzyskach olimpijskich w 1952 w Helsinkach w biegu na 100 metrów i w sztafecie 4 × 100 metrów, ale w obu konkurencjach odpadła w eliminacjach. Zajęła 4. miejsce w biegu na 80 metrów przez płotki na mistrzostwach Europy w 1954 w Bernie, a sztafeta 4 × 100 metrów z jej udziałem odpadła w przedbiegach.
Na igrzyskach olimpijskich w 1960 w Rzymie dotarła do półfinału biegu na 80 metrów przez płotki.
Zdobyła srebrny medal w pięcioboju na mistrzostwach Europy w 1962 w Belgradzie, za Galiną Bystrową ze Związku Radzieckiego, a przed Niemką Helgą Hoffmann. Odpadła w eliminacjach sztafety 4 × 100 metrów. Zajęła 12. miejsce w pięcioboju na igrzyskach olimpijskich w 1964 w Tokio, a francuska sztafeta 4 × 100 metrów z jej udziałem była w finale ósma. Na mistrzostwach Europy w 1966 w Budapeszcie zajęła 8. miejsce w pięcioboju.
Zdobyła wiele medali mistrzostw Francji:
- bieg na 80 metrów przez płotki – złoto w 1954, 1955, 1960, 1961, 1962, 1965, srebro w 1953, 1959, 1964, 1966, brąz w 1968
- skok wzwyż – złoto w 1953, 1964
- skok w dal – złoto w 1965, 1966, brąz w 1963
- rzut dyskiem – złoto w 1959, srebro w 1958, brąz w 1957
- pięciobój – złoto w 1953, 1954, 1961, 1963, 1964, 1965, 1966, 1967, 1968
- bieg na 100 metrów – brąz w 1952, 1963[7]

Kilkakrotnie poprawiała rekordy Francji w biegu na 80 metrów przez płotki (do czasu 10,8 3 lipca 1965 w Paryżu), pięcioboju (do wyniku 4735 punktów według ówczesnej tabeli 14 września 1962 w Belgradzie) i w sztafecie 4 × 100 metrów (do wyniku 47,2 s 9 października 1955 w Mediolanie). Wyrównała również rekord Francji w biegu na 100 metrów czasem 12,0 s (5 września 1954 w Chambéry).